# Referendum w Szwajcarii w 2008 roku (listopad)
Referendum w Szwajcarii w 2008 roku – referendum przeprowadzone 30 listopada. Obywatele Szwajcarii opowiedzieli się wówczas:
- za wprowadzeniem przepisów o nieprzedawnieniu się pedofilii i przestępstw pornograficznych popełnianych na dzieciach;
- przeciwko legalizacji marihuany;
- za możliwością przypisywania heroiny narkomanom przez lekarzy;
- przeciwko wcześniejszym emeryturom.

Ponadto w kantonie Zurych mieszkańcy opowiedzieli się za zakazem trzymania niebezpiecznych psów.